# Малатеста, Пандольфо II

Владения рода Малатеста на карте Средней Италии (бордовым цветом)

Пандольфо II Малатеста (итал. Pandolfo II Malatesta; 1325 — январь 1373) — итальянский кондотьер, сеньор Пезаро (с 1347 года). Сын Малатеста II Малатеста.
По кондотте воевал под началом Вернера фон Урслингена и кардинала Альборноса, служил Галеаццо II Висконти в качестве капитана кавалерии, затем Флоренции в её борьбе против Пизы.
Благодаря деньгам, полученным по кондотте, нажил большое состояние (signore di molto moneta).
Умер в Пезаро в январе 1373 года. Ему наследовал брат отца — Галеотто (ум. 1385).

## Семья
Возможно, его первой женой была Франческа Булгарелли. Вторая жена — Паола Орсини (ум. 1371). От неё сын:
- Малатеста IV (1370—1429), сеньор Пезаро с 1385.